# 守乃まも
守乃 まも（まもの まも）は、日本のミュージシャン。またはその人物による同名のバンド。
ライブではバンド形態で、自身以外のメンバーは“〇〇（楽器名）のまもさん”として演奏する。

## 略歴
元々引きこもりだったが、2023年にLIVE STAGE「ぼっち・ざ・ろっく！」の後藤ひとり役として初めて舞台に出演する。キャスト発表の時点では人物についての情報が一切なく謎に包まれていたが、公演が始まると役の後藤ひとりを彷彿とさせる本人のキャラクターとギタープレイが話題を呼んだ。公演終了後は再び引きこもることを表明し、消息を絶った。
2024年3月23日にデジタルシングル「いちごジャムにチーズ」をリリースし、アーティストとしての活動を開始する。

## 人物
音楽好きの家族のもとで育つ。小学3年生の時に父親からイーグルスの「ホテル・カリフォルニア」のタブ譜を渡されて初めてギターに触るが、その時点では難しく思い諦める。その後、小学6年生の時に兄がレンタルしていたTHE BLUE HEARTSの「SUPER BEST」を聴いたのがきっかけとなりエレキギターをひたすら練習するようになる。また、小学6年生から中学1年生にかけてYoutubeで神聖かまってちゃんに出会い、大きな影響を受ける。
高校生の頃は軽音部がなく学校外でバンドを組み、作詞作曲に加えジャケットやフライヤーのデザインなど全てを取り仕切っていたが、我が強かったため誰かとバンドをやるのは無理だと悟りバンドを終わらせた過去がある。
独特な挙動や発言が特徴的だが、このことについて周囲の人物は「キャラを作っているとかではなく、本当に普段からこういう感じ」と語っている。また、後藤ひとりと似ているとよく言われることについて、本人は「それは挙動が似ているからで、性格は全然違っている」「後藤ひとりさんは私よりも協調性がある方だと思うんです」と否定している。
家族の影響や周りと違う自分がかっこいいと思っていたため自身より世代が上の作品を好み、小学生3年生の頃からビートルズ、ジャック・ジョンソン、グリーン・デイなどを聴いていた。。
制作においては作詞、作曲、ジャケットのアートワークやMVのディレクションなどを自ら手掛ける。

## ディスコグラフィ

### デジタルシングル
|     | タイトル                   | 発売日        | 収録アルバム       | 備考 |
| --- | -------------------------- | ------------- | ------------------ | ---- |
| 1st | いちごジャムにチーズ       | 2024年3月23日 | まもってほしいの。 |      |
| 2nd | HappyENDじゃ終わらせない！ | 2025年1月3日  | まもってほしいの。 |      |
| 3rd | 撃轍                       | 2025年8月13日 |                    |      |

## ライブ・イベント

### 主催ライブ
| 開催日                                    | タイトル      | 会場                                                                       | 備考 |
| ----------------------------------------- | ------------- | -------------------------------------------------------------------------- | --- |
| 2024年3月29日                             | 魔物大戦vol.1 | 下北沢SHELTER (東京都)                                                     | 対バン: ハシリコミーズ / Johnson KOGA                                                                     |
| 2025年3月13日 2025年3月14日 2025年3月24日 | 魔物大戦vol.2 | 名古屋RAD HALL (愛知県) Yogibo HOLLY MOUNTAIN (大阪府) LIQUIDROOM (東京都) | 対バン: 愛知公演 - EMNW / フレンズ 大阪公演 - 愛はズボーン / インタールード 東京公演 - 神聖かまってちゃん |

### 出演ライブ
| 開催日                      | タイトル                                                                | 会場                                                   | 備考                   |
| --------------------------- | ----------------------------------------------------------------------- | ------------------------------------------------------ | ---------------------- |
| 2025年6月22日 2025年6月30日 | LIVE STAGE「ぼっち・ざ・ろっく！」at KT Zepp Yokohama/Zepp Namba(Osaka) | KT Zepp Yokohama (神奈川県) Zepp Namba(Osaka) (大阪府) | 後藤ひとり役として出演 |
| 2025年8月8日                | Kuboty pre. 『THE GIRLS ARE BACK IN TOWN』                              | 下北沢SHELTER (東京都)                                 |                        |
| 2025年9月23日               | TOKYO CALLING 2025                                                      | 会場未定                                               |                        |
| 2025年10月11日              | FM802 MINAMI WHEEL 2025                                                 | 会場未定                                               |                        |

## 出演

### 舞台
- LIVE STAGE「ぼっち・ざ・ろっく！」（2023年8月11日 - 20日、THEATER MILANO-Za） - 主演・後藤ひとり 役[3]
  - LIVE STAGE「ぼっち・ざ・ろっく！」2024 PART I STARRY / PART II 秀華祭（2024年9月7日 - 23日、THEATER MILANO-Za）[18]
  - LIVE STAGE「ぼっち・ざ・ろっく!」at KT Zepp Yokohama / Zepp Namba（OSAKA）（2025年6月22日、KT Zepp Yokohama / 6月30日、Zepp Namba） - 後藤ひとり 役[19]

### 広告
- 「結束バンド」カセットテープ SPECIAL TRAILER（2024年10月14日） - イメージモデル[20]